# Bloudan
Bloudan (în arabă بلودان, transliterat: Blūdān) este un sat sirian situat la 51 de kilometri nord-vest de Damasc, în Guvernoratul Rif Dimashq; are o altitudine de aproximativ 1500 de metri. La recensământul din 2004 executat de Biroul Central de Statistică avea o populație de 3.101 de locuitori. Majoritatea locuitorilor sunt creștinii ortodocși greci și o minoritate semnificativă sunt musulmani sunniți și protestanți.
Bloudan este situat pe vârful unui deal care are vedere la câmpia Al-Zabadani și este înconjurat de pădurile montane. Temperatura sa moderată și umiditatea scăzută în timpul verii atrage mulți vizitatori din Damasc și din întreaga Sirie; ca destinație turistică majoră, este vizitată de mii de oameni în fiecare an, în principal arabi din Liban și statele arabe din Golful Persic. În timpul iernii, Bloudan este de obicei înzăpezit și atrage mulți schiori. Bloudan are multe restaurante și hoteluri, dintre care cel mai faimos este Marele Hotel Bloudan care a găzduit prima Conferință Bloudan pan-arabă pentru a discuta despre Problema palestiniană în 1937. Bloudan este, de asemenea, renumit pentru numeroasele sale parcuri și izvoare, cum ar fi Izvoarele Abuzad, Qas'a și Hazir.

## Clima
Bloudan are un tip de climă mediteraneană relativ vară-rece [Csb], cu o medie medie a anului mai mică de 11 grade Celsius și precipitații anuale abundente (atât sub formă de zăpadă, cât și sub formă de ploaie) în medie de 690 mm. Fiind cu aproximativ 1000 de metri mai sus decât centrul orașului Damasc, înseamnă că Bloudan și alte așezări din vecinătatea sa sunt căutate de cei care doresc să scape de climatul arid și cald al capitalei. Verile din Bloudan sunt lungi, uscate și răcoroase, în timp ce sezonul de iarnă este de trei luni, cu ploi abundente și zăpadă.
| Date climatice pentru Bloudan | Date climatice pentru Bloudan | Date climatice pentru Bloudan | Date climatice pentru Bloudan | Date climatice pentru Bloudan | Date climatice pentru Bloudan | Date climatice pentru Bloudan | Date climatice pentru Bloudan | Date climatice pentru Bloudan | Date climatice pentru Bloudan | Date climatice pentru Bloudan | Date climatice pentru Bloudan | Date climatice pentru Bloudan | Date climatice pentru Bloudan |
| Luna                          | Ian                           | Feb                           | Mar                           | Apr                           | Mai                           | Iun                           | Iul                           | Aug                           | Sep                           | Oct                           | Nov                           | Dec                           | Anual                         |
| ----------------------------- | ----------------------------- | ----------------------------- | ----------------------------- | ----------------------------- | ----------------------------- | ----------------------------- | ----------------------------- | ----------------------------- | ----------------------------- | ----------------------------- | ----------------------------- | ----------------------------- | ----------------------------- |
| Maxima medie °C (°F)          | 6.1 (43)                      | 6.6 (43,9)                    | 10.1 (50,2)                   | 14.0 (57,2)                   | 18.9 (66)                     | 22.7 (72,9)                   | 24.9 (76,8)                   | 25.3 (77,5)                   | 24.1 (75,4)                   | 19.2 (66,6)                   | 13.2 (55,8)                   | 6.9 (44,4)                    | 16 (60,8)                     |
| Media zilnică °C (°F)         | 2.1 (35,8)                    | 2.6 (36,7)                    | 5.4 (41,7)                    | 9.1 (48,4)                    | 13.2 (55,8)                   | 17.0 (62,6)                   | 19.0 (66,2)                   | 19.5 (67,1)                   | 17.7 (63,9)                   | 13.5 (56,3)                   | 8.8 (47,8)                    | 3.4 (38,1)                    | 10,94 (51,7)                  |
| Minima medie °C (°F)          | −1.8 (28,8)                   | −1.4 (29,5)                   | 0.8 (33,4)                    | 4.3 (39,7)                    | 7.5 (45,5)                    | 11.4 (52,5)                   | 13.1 (55,6)                   | 13.7 (56,7)                   | 11.4 (52,5)                   | 7.9 (46,2)                    | 4.4 (39,9)                    | 0.0 (32)                      | 5,94 (42,7)                   |
| Precipitații mm (inches)      | 146 (5.75)                    | 118 (4.65)                    | 99 (3.9)                      | 44 (1.73)                     | 23 (0.91)                     | 0 (0)                         | 0 (0)                         | 0 (0)                         | 2 (0.08)                      | 27 (1.06)                     | 68 (2.68)                     | 129 (5.08)                    | 656 (25,83)                   |
| Sursă: climate-data.org       |                               |                               |                               |                               |                               |                               |                               |                               |                               |                               |                               |                               |                               |

## Etimologie
Numele actual, Bloudan, este derivat din numele aramaic Bil-dan, care înseamnă locul zeului Bil sau Baal. Bloudan este, de asemenea, numit pământul migdalelor, deoarece pădurile sale sunt dominate de migdali.

## Istoric

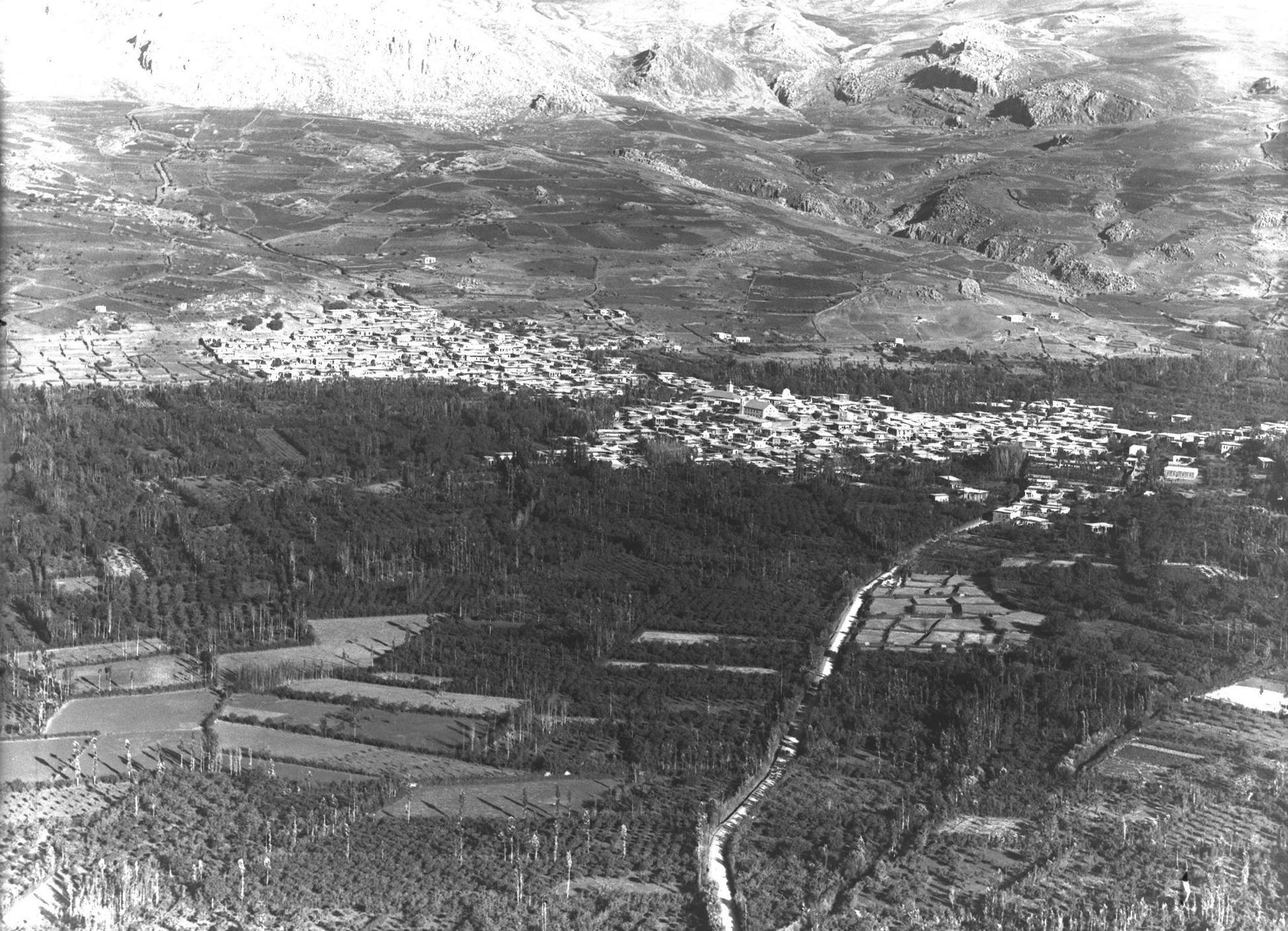
Vedere aeriană a satelor Bloudan și Al-Zabadani în 1933.

Bloudan este un sat foarte vechi a cărui istorie se întoarce în epoca romană, după cum reiese din picturile și sculpturile găsite în sudul Bloudanului. Rămășițe ale unei vechi mănăstiri greacă ortodoxe și biserica Sf. Gheorghe se găsesc, de asemenea, în munții din estul Bloudanului. Valea Sf. Ilie istorică este o parte veche a satului, cu clădiri vechi de sute de ani.
În 1858, populația a fost remarcată ca fiind ortodoxă greacă, protestantă și musulmană.
Bloudanul modern, construit din beton armat, a înlocuit în mare parte satul ortodox grec construit în secolele al XVIII-lea și al XIX-lea și continuă să crească și astăzi.